# Watercarrousel
Een watercarrousel is een draaimolen in het water. De attractie kenmerkt zich door een rij voertuigen die zich achter elkaar in een cirkel bevinden. Elk voertuig bevindt zich aan een arm. Alle armen komen in het midden van de cirkel tezamen. Als het watercarrousel in werking is draait de molen in de rondte. De attractie heeft ook veel weg van een red baron. Echter, in vergelijking met een red baron, kunnen de armen waar de voertuigen zich aan bevinden niet op- en neer bewegen.